# Антиохийское землетрясение
Антиохийское землетрясение 526 года — крупнейшее землетрясение на территории Византийской империи, поразившее Антиохию и сопредельные области Сирии. Произошло в конце мая (вероятно, в промежутке с 20 по 29 мая). В результате погибло 250 000 человек; пожар, последовавший за землетрясением, уничтожил бо́льшую часть устоявших зданий. Максимальная интенсивность в Антиохии оценивается между VIII и IX баллами по шкале Меркалли.
Во время землетрясения погиб патриарх Антиохийский Евфрасий, и вместо него народ и клир Антиохии избрали патриархом Ефрема.